# Hosby
Hosby er en landsby i Østjylland med 201 indbyggere i byområdet (2024). Hosby er beliggende i As Sogn fem kilometer nord for Juelsminde, 20 kilometer sydøst for Horsens og en kilometer øst for Overby. Byen tilhører Hedensted Kommune og er beliggende i Region Midtjylland.